# Ленза
Ленза (перс. لنزا) — село в Ірані, у дегестані Хавік, у бахші Хавік, шагрестані Талеш остану Ґілян. За даними перепису 2006 року, його населення становило 25 осіб, що проживали у складі 5 сімей.